# 織里鎮
織里鎮，為浙江省湖州市吳興區轄鎮，位於吳興區東部，北依太湖，南靠318國道和長湖申航道，歷史上因織造業興盛而得名，史料中就有「遍聞機杼聲」的記載。織里鎮先後進行了兩次行政區劃調整，現在的織里鎮由原織里、晟舍、太湖、軋村、漾西5個鄉鎮合併而成，區域面積135.8平方公里，轄46個行政村、9個居民會，總人口22萬人。

## 歷史
據織里鎮轄區內的軋村分水墩、湖州城南錢山漾等文化遺址的考古發掘證明，在新石器時代、殷商之前，即早在3500多年以前，已經有人類在此地進行生產活動，並繁衍生息了。
織里鎮歷史上因織造業興盛而得名，史料中就有「遍聞機杼聲」的記載。古代五家為「鄰」，五鄰為「里」，或云三千畝為「一里」。故名「織里」。在宋、元時期屬烏程縣常樂鄉、震澤上鄉與震澤下鄉。明時成村，清代後手工業尤其織造業發達，商業繁榮，水上交通便利。清仍歸烏程縣管轄一。
民國時期，今織里鎮所轄地的鄉鎮有織里鄉、苕東鎮、義皋鎮、驥村鄉和軋村鄉，直至民國19年（1930年），織里鄉始建鎮，稱「吳興縣織里鎮」，首任鎮長乃織里人顧國民先生。此後，「織里鎮」的基本建制延續到中華人民共和國成立初期。
1950年，織里鎮又改制為鄉，為公社。直至1984年9月，正式建制為織里鎮。1993年10月，撤晟舍鄉，並入織里鎮。1999年10月調整鄉鎮區劃，原軋村鎮、漾西鎮和太湖鄉繼晟舍鄉並入織裏鎮，織里鎮成為中心城市湖州的近東大鎮。
2011年10月下旬，發生外地民眾，由于政府纳税问题，拒繳機頭稅的集體抗稅事件，引發大規模暴乱，有多数人员受伤。

## 行政區劃
織里鎮現轄4個鎮轄街道和2個辦事處（2014年），鎮政府駐地為吳興大道8號。
| 名稱       | 管轄範圍 （村、社區）                                                                           | 區域面積 （平方公里） | 人口數量 | 人口數量     | 辦公地點      | 備註               |
| 名稱       | 管轄範圍 （村、社區）                                                                           | 區域面積 （平方公里） | 常住人口 | 其中外來人口 | 辦公地點      | 備註               |
| ---------- | ----------------------------------------------------------------------------------------------- | --------------------- | -------- | ------------ | ------------- | ------------------ |
| 振興街道   | 振興社區、東灣兜村、東灣兜社區、東盛社區 大邾村、曉河村、曉河社區、李家壩村、王母兜村、香圩墩村 | 13.00                 | 66300    | 53247        | 富民路62號    | 共計10個村（社區） |
| 利濟街道   | 清水兜村、清水兜社區、今海岸社區 雲村村、雲村社區、晟東社區、東兜村、舊館村                     | 8.73                  | 71165    | 64446        | 織里南路6號   | 共計8個村（社區）  |
| 織里街道   | 妙園社區、織里村、織里社區、朱灣社區 秧宅村、大河村、大河社區                                   | 9.63                  | 44590    | 36907        | 織里北路108號 | 共計7個村（社區）  |
| 晟舍街道   | 朱灣村、永安社區、晟舍村、晟舍社區 秦家港村、秦家港社區、河西村、河西社區                       | 8.35                  | 76764    | 70483        | 織里中路313號 | 共計8個村（社區）  |
| 軋村辦事處 | 曹家籪村、孟鄉港村、潘塘橋村、港西村 上林村、驥村、軋村、石頭港村、增圩村                       | 23.43                 | 24303    | 4303         | 原軋村辦事處  | 共計9個村          |
| 漾西辦事處 | 陸家灣村、常樂村、喬漊村、湯漊村 曙光村、廟兜村、義皋村、伍浦村                                 | 28.76                 | 18265    | 3365         | 原漾西辦事處  | 共計8個村          |

## 經濟
織里鎮是改革開放後迅速崛起的新型城，目前已形成童裝產業為主體，羊絨羊毛、鋁合金型材、微特電機、小五金、床上用品等產業相配套的產業格局。1995年被國家建設部等11個部委列為中國首批小城鎮綜合改革試點鎮；2001年被湖州市委、市政府列為湖州中心城市的工貿新區；2002年被中國紡織工業協會、中國服裝協會命名為「中國童裝名鎮」。2002年，織裏鎮完成工農業總產值117.5億元，其中工業總產值113.6億元；國內生產總值25億元，人均GDP2.5萬元；財政收入2.2億元；農業人均純收入6972元。2019年中国百强乡镇第59名。
織里民營經濟發達，特色產業強盛，現是全國最大的童裝產銷基地和棉坯布集散中心，被譽為「中國童裝名鎮」。現已成為浙北地區重要的商貿型城鎮、城區首位鎮、湖州市重點發展六大中心城鎮之一和對外開放的重要窗口。

## 城市建設
織里鎮城市建設規劃、土地利用規劃面積達27.8平方公裏，建成區面積12平方公裏。鎮區居住人口達15萬人之多。同時湖州市新一輪城市規劃的定位、吳興大道的貫通，使織里城市建設全面融入湖州市區。

## 方言
織里方言屬於吳語苕溪小片，語音、詞彙系統與湖州話基本一致。其中，屬於織里鎮的織里、軋村、漾西、太湖四村語音系統基本相同，但也略有差異。

## 名人
- 謝貴
- 淩義渠
- 淩稚隆
- 淩迪知
- 凌濛初
- 嚴震直
- 閔夢得
- 閔一範
- 閔如霖
- 閔珪

## 古跡
- 利濟寺（凌濛初紀念館）
- 楊溇橋
- 龍門橋
- 白龍塘橋
- 軋村方橋
- 東明寺
- 軋村分水墩遺址
- 漾西張官橋
- 陸家灣村陸家漾
- 迎暉橋
- 沈氏思慎堂

## 外部連結
織里鎮人民政府官方網站